# Jamal Faulkner
Jamal Faulkner (ur. 3 lipca 1971 w Nowym Jorku) – amerykański koszykarz, występujący na pozycjach rzucającego obrońcy oraz niskiego skrzydłowego.
W 1989 wystąpił w meczu gwiazd amerykańskich szkół średnich – McDonald’s All-American.
5 września 1992 został usunięty z uczelni Arizona State, zaraz po aresztowaniu za uderzenie swojej byłej dziewczyny, która tydzień wcześniej zeznawała przeciwko niemu w sądzie, w sprawie o oszustwo.
W 1995 został wybrany w drafcie do ligi CBA z numerem 52 przez zespół Oklahoma City Cavalry.

## Osiągnięcia
NCAA
- Uczestnik rozgrywek Round of 32 turnieju NCAA (1994, 1995)
- Pac-12 Freshman of the Year (1991)[4]
- Zaliczony do składów[4]:
  - Pac-12 All-Freshman Team (1991)

Drużynowe
- Finalista Pucharu Polski (1996)
- Uczestnik rozgrywek Pucharu Koracia (1998/99)

Indywidualne
- Uczestnik:
  - Meczu Gwiazd PLK (1996)[5]
  - meczu gwiazd ligi portugalskiej (2000)

Reprezentacja
- Mistrz świata U–19 (1991)[6]